# Tuân Du
Tuân Du (chữ Hán: 荀攸, bính âm: Xún Yōu; 157 - 214), tự Công Đạt (公達), là một là một mưu sĩ giỏi của Tào Tháo thời Tam Quốc trong lịch sử Trung Quốc. Để phân biệt với người chú họ của Tuân Du là Tuân Úc cũng làm quan to trong triều đình, người đương thời gọi ông là Tuân Quân sư (荀軍師) còn Tuân Úc là Tuân Lệnh quân (荀令君).
Tuân Du được xem là "bậc trí mưu", còn Tuân Úc là "bậc nhân đức". Tuân Úc "tiến việc thiện, chưa tiến cử được không chịu thôi", còn Tuân Du "trừ ác, chưa trừ bỏ xong không chịu dừng".

## Gia thế
Theo Hậu Hán Thư, Tam quốc chí, Tuân Du người làng Dĩnh Âm, đất Dĩnh Xuyên, là hậu duệ của Tuân Toại (荀遂), cũng là ông cụ của Tuân Úc (荀彧). Cha của Du là Tuân Di (荀彝); cha Di, Tuân Đàm (荀昙), cùng một người anh là Tuân Dục (荀昱) vốn là cháu nội của Toại và con một người anh của Tuân Thục (荀淑), ông nội Úc. Úc chính là đường thúc (chú họ) của Du, vì vậy Du gọi Úc là thúc, dù lớn hơn 6 tuổi.
Tuân Du mồ côi từ nhỏ. Năm 13 tuổi, ông nội là Tuân Đàm cũng mất. Có người hầu xin ra trông mộ Đàm, Du tuy nhỏ tuổi nhưng trông mặt kẻ đó liền nói rằng đây là kẻ gian tà. Chú của Du sai người điều tra, quả nhiên kẻ đó là tội phạm giết người bỏ trốn.

## Cuộc đời và sự nghiệp

### Mưu giết Đổng Trác
Tuân Du có danh tiếng, được Hà Tiến mời vào triều làm quan, nhậm chức Hoàng môn Thị lang. Đổng Trác làm loạn, chiếm Lạc Dương, rồi dời đô về Trường An. Tuân Du cùng Trịnh Thái và Hà Ngung (quan Nghị lang), Chủng Tập (quan Thị trung), Ngũ Quỳnh (quan Hiệu úy) bàn tính rằng: "Đổng Trác vô đạo, còn hơn cả Kiệt, Trụ, nay chúng ta trực tiếp đâm chết y để tạ tội với trăm họ, rồi sau đó chiếm cứ vùng Hào, Hàm, phù tá quân vương, lấy đó để hiệu triệu thiên hạ".
Âm mưu bị phát giác, Hà Ngung và Tuân Du bị bắt hạ ngục. Ngung lo sợ tự sát, còn Du vẫn bình thản nói năng ăn uống. Khi Đổng Trác chết, Du được thoát. (Theo Ngụy thư thì Tuân Du đã sai người đến thuyết phục Đổng Trác nên không bị giết.) Sau này khi Tuân Du làm đến chức Thượng Thư lệnh, đã cho cải táng Hà Ngung cạnh mộ chú mình là Tư không Tuân Sảng.

### "Thái thú Thục quận"
Tuân Du bỏ chức quan về quê, sau lại được mời ra làm quan, tiến cử làm Cao đệ, rồi đổi ra làm Nhâm Thành tướng, nhưng ông không chịu đi nhậm chức.
Ông thấy đất Thục hiểm trở mà yên ổn, nên xin làm Thái thú Thục quận. Tuy nhiên, do đường xa cách trở, Tuân Du không đến đó, mà lưu trú lại đất Kinh Châu.
Tào Tháo đón Hiến Đế về Hứa Xương, gửi thư cho Tuân Du, nói rằng: "Hiện nay thiên hạ đại loạn, ấy là lúc bậc trí sĩ phải lao tâm vậy, mà ngươi lại vào Thục Hán ngóng đợi thiện hạ có biến, chẳng là bỏ phí mất thời gian hay sao?"

### Làm quân sư cho Tào Tháo
Năm 192, Tháo mời Du tới làm Thái thú Nhữ Nam, rồi về triều làm Thượng thư. Tào Tháo cùng Tuân Du bàn chuyện rất hợp ý, nói với Tuân Úc và Chung Do rằng "Công Đạt là người phi thường, ta có được ông ấy để cùng bàn kế sách, việc thiên hạ có gì phải lo nữa!", rồi phong Du làm Quân sư Tế tửu.

#### Đánh Trương Tú
Năm Kiến An thứ ba (198), Tuân Du theo Tào Tháo đi đánh Trương Tú. Trương Tú liên minh với Lưu Biểu. Tuân Du khuyên không nên đánh gấp sẽ khiến Biểu và Tú cứu giúp lẫn nhau, mà nên dùng kế hoãn binh để Biểu phải cấp quân lương cho Tú, lâu ngày không chu cấp nổi sẽ gây bất hòa chia rẽ.
Tào Tháo không nghe lời Tuân Du, tiến binh giao chiến với Trương Tú. Tú nguy cấp, Lưu Biểu sai quân đến cứu. Tú và Biểu có Giả Hủ bày mưu mẹo, quân Tào bị bất lợi. Tào Tháo nói với Tuân Du: "Ta chẳng nghe lời ngươi mới đến nỗi thế này." Hai bên tiếp tục giao chiến, Trương Tú thua chạy về dưới trướng Lưu Biểu.

#### Đánh Lã Bố
Tào Tháo cùng Lưu Bị đánh Lã Bố. Bố bị quân Tào đánh bại, lui về cố thủ ở Hạ Bì. Tào Tháo vây đánh lâu ngày không phá được, giao chiến liên miên khiến quân sĩ mỏi mệt, bèn muốn dẫn quân về.
Tuân Du và Quách Gia khuyên rằng: "Lã Bố là kẻ hữu dũng vô mưu, nay giao chiến ba trận đều thua cả, nhuệ khí đã suy rồi vậy. Tướng đã suy thì quân không có ý chí phấn đấu. Trần Cung có trí mưu nhưng chậm chạp, nay chí khí của Bố chưa hồi phục, mưu kế của Cung chưa định, ta tiến đánh gấp, có thể bắt được Bố vậy."
Tào Tháo nghe lời, tiếp tục vây đánh, rồi khơi nước sông Nghi, sông Tứ rót vào thành, bắt sống được Lã Bố.

#### Đánh Viên Thiệu
Tháng hai năm 200, Viên Thiệu phái Quách Đồ, Thuần Vu Quỳnh, Nhan Lương vây đánh Thái thú Đông Quận là Lưu Diên ở Bạch Mã, còn Thiệu dẫn đại quân đến Lê Dương, chuẩn bị vượt sông.

##### Giải vây Bạch Mã, Diên Tân
Tháng tư năm đó, Tào Tháo ra quân lên phía Bắc cứu Lưu Diên. Tuân Du khuyên rằng: "quân ta ít, không nên đối địch; nên chia bớt được thế lực của địch, giả vờ đến Diên Tân ra vẻ muốn vượt sông đánh vào hậu phương của Thiệu, rồi đưa khinh kỵ tập kích Bạch Mã, đánh úp để bắt Nhan Lương."
Tào Tháo nghe theo kế của Tuân Du. Viên Thiệu quả nhiên nghe tin lập tức chia binh, kéo sang phía tây đối phó quân Tào. Tào Tháo bèn dẫn hết quân đội mau chóng hành quân đến Bạch Mã, Trương Liêu, Quan Vũ làm tiên phong, đánh tan Nhan Lương. Bạch Mã được giải vây, Tào Tháo dời hết dân ở đó, dẫn họ men sông đi về phía Tây.
Viên Thiệu vượt sông đuổi theo quân Tào, đến phía nam Diên Tân. Tào Tháo đóng lại ở phía Nam sườn núi, cho quân kỵ cởi yên thả ngựa, xe truy trọng từ Bạch Mã cũng đang trên đường chuyển đến. Các tướng cho rằng quân Viên sắp đến, nên quay về bảo vệ doanh trại. Tuân Du nói: "Đấy là để nhử địch, sao lại bỏ đi!" Tào Tháo đưa mắt liếc Tuân Du, cười. Quân Viên do Văn Xú và Lưu Bị dẫn đầu tranh nhau cướp xe truy trọng, Tào Tháo phái sáu trăm quân kỵ xông ra đánh, phá tan quân địch, giết được Văn Xú.

##### Trận Quan Độ
Hai bên cầm cự ở Quan Độ. Quân Tào sắp hết lương, Tuân Du hiến kế: "Thiệu cho vận lương sớm tối đến đây, tướng của Thiệu là Hàn dũng mãnh nhưng khinh địch, ta đánh có thể phá được." Tháo hỏi nên sai ai đi, Du đáp: "Từ Hoảng có thể đi được." Tháo sai Hoảng cùng Sử Hoán đón đánh phá tan quân địch, thiêu huỷ đồ truy trọng.
Hứa Du đến hàng Tào, khuyên đi đánh doanh trại của Thuần Vu Quỳnh. Các tướng nghi ngờ, duy chỉ có Tuân Du và Giả Hủ bảo nên nghe theo. Tào Tháo để Tuân Du và Tào Hồng ở lại phòng vệ, thân chinh đi đánh Thuần Vu Quỳnh. Quân Viên đại bại, Trương Cáp đến hàng. Tào Hồng nghi ngờ, không dám tiếp nhận. Tuân Du nói rằng: "Mưu kế của Cáp chẳng được dùng, mới phẫn nộ mà tới hàng, ngài còn nghi ngờ gì nữa?" Hồng nghe lời, bèn thu nhận Trương Cáp.

##### Đánh Viên Đàm, Viên Thượng
Viên Thiệu chết, con là Viên Đàm, Viên Thượng tranh nhau Ký châu. Đàm đến cầu cứu quân Tào. Tào Tháo hỏi ý tướng sĩ nên đánh Lưu Biểu trước hay cùng Đàm đánh Viên Thượng, đa phần đều cho là Lưu Biểu cường mạnh, nên diệt trước. Tuân Du nói: "Lưu Biểu không có ý chí tiến thủ, không đáng lo. Họ Viên chiếm giữ 4 châu, nay anh em ghét nhau, nên nhân loạn mà tiến đánh, nếu để họ hòa hợp thì lỡ mất thời cơ."
Tào Tháo nghe xong, khen "Hay!" rồi cùng Viên Đàm đánh tan Viên Thượng, sau lại đánh Viên Đàm, bình định Ký châu. Họ Viên bị diệt.

#### Được phong hầu
Tào Tháo dâng biểu lên Hán Hiến đế, khen ngợi Tuân Du rằng: "Quân sư Tuân Du phụ tá thần từ thuở ban đầu, không lần chinh chiến nào không đi theo, công lao thắng địch trước nay, đều là mưu của Du vậy." Vua liền phong Tuân Du làm Lăng Thụ đình hầu (陵樹亭侯).
Phục vụ Tào Tháo lâu năm, ông cũng đề xuất những ý kiến tham mưu, khuyên Tào Tháo trong trận Xích Bích (cùng với Trình Dục), trong trận Đồng Quan ông cũng đã hiến kế xây dựng thành trì phòng thủ bằng vật liệu là đất cát từ sông Vị Hà.
Năm Kiến An thứ mười hai (207), Tào Tháo lại xét công phong thưởng, nói rằng: "Người trung trinh chính trực có kế sách bí mật, phủ dụ kẻ trong người ngoài, ấy là Văn Nhược (Tuân Úc). Công Đạt (Tuân Du) là người thứ hai vậy.", rồi tăng thêm thực ấp cho Du bốn trăm hộ, cộng cả trước đó là bảy trăm hộ, thăng chức lên Trung quân sư (中軍師).
Nguỵ thư chép: Thái tổ (Tào Tháo) từ Liễu Thành trở về, đi qua nhà Du, kể lại những
mưu kế và công lao trước nay của Du, nói rằng: "Ngày mà thiên hạ được an định rồi, Cô nguyện sẽ cùng với các bậc hiền sĩ đại phu cùng chung hưởng yên vui. Xưa kia Cao tổ cho Trương Tử Phòng được tự chọn lấy ba vạn hộ làm thực ấp, nay Cô cũng muốn ban cho ngươi được tự chọn đất phong của mình."

#### Cuối đời
Khi Tuân Úc bị cách chức Thượng thư (vì Tào Tháo ghét ông phản đối Tào Tháo chiếm quyền vua), Tuân Du được cử lên thay thế. Tuy nhiên, như Tuân Úc, Tuân Du cũng có ý phản đối Tào Tháo lấy danh hiệu Ngụy vương.
Khi Tào Phi còn là Thế tử, Tào Tháo dặn rằng: "Tuân Công Đạt là người đáng bậc sư biểu, mày phải hết lòng kính lễ người ấy." Có lần Tuân Du bị ốm, Tào Phi đến thăm bệnh, một mình quỳ lạy trước giường, vô cùng kính trọng.
Năm 213, Tuân Du bị bệnh chết trên đường chinh phạt Tôn Quyền, mỗi lần nhắc tới Tuân Du, Tào Tháo lại rơi lệ. Ông được phong thụy hiệu là Kính hầu (敬侯).
Sinh thời, Tuân Du cùng Chung Do có quan hệ thân thiết. Chung Do từng nói rằng mỗi khi nghĩ không ra điều gì, hỏi Tuân Du liền nhận được ý kiến khác thường. Trước sau Tuân Du đã nói cho Chung Do 12 kế sách lạ, chỉ mình Do biết được. Chung Do định viết lại thành sách, nhưng chưa xong thì cũng chết, nên bị thất truyền.

## Đánh giá
Tuân Du là người rất kín đáo, khéo phòng hoạ hoạn. Từ khi theo Tào Tháo đi chinh phạt, thường ở trong màn trướng bày mưu tính kế, không nói lại với ai. Người đương thời, kể cả người nhà của ông, đều chẳng ai biết Tháo và Du bàn tính những gì.
Nguỵ thư chép: con trai của cô ruột Du là Tân Thao từng hỏi Du về việc Du khuyên Thái tổ lấy Ký châu. Du nói: "Tá Trị vì Viên Đàm mà xin hàng, vương sư vì vậy mà bình định được đất ấy, ta có biết gì đâu?" Từ đấy họ hàng nội ngoại chẳng ai dám hỏi về việc quân quốc đại sự nữa.
Tào Tháo thường khen Du rằng: "Công Đạt ngoài mặt tỏ ra là mình ngu dốt mà bên trong có nhiều mưu kế, vẻ ngoài hèn nhát mà trong tâm dũng mãnh, bên ngoài tỏ vẻ yếu đuối mà trong bụng cương cường, chẳng hề khoa trương, không khoe công lao, bậc trí nhân mới có thể sánh cùng, người ngu chẳng thể nào theo kịp được, dẫu Nhan Tử, Ninh Vũ cũng không sao hơn được vậy."
Nguỵ thư chép: Thái tổ (Tào Tháo) nói "Cô cùng với Tuân Công Đạt ruổi rong hơn hai mươi năm trời, tuyệt đối không hề thấy có chút lỗi lầm nào. Công Đạt thực sự là hiền nhân vậy, có thể nói là đã đạt đến mức ôn lương cung kiệm nhượng."
Phó tử chép: "Tuân lệnh quân (Thượng thư lệnh Tuân Úc) là bậc nhân đức, Tuân quân sư (Trung quân sư Tuân Du) là bậc trí mưu, những người ấy có thể gọi là bậc quân tử đại hiền gần đây vậy".
Tào Tháo nói về hai chú cháu họ Tuân: "Tuân lệnh quân tiến việc thiện, chưa tiến cử được không chịu thôi; Tuân quân sư trừ ác, chưa trừ bỏ xong không chịu dừng."
Sử gia Trần Thọ trong Tam quốc chí đánh giá rằng: "Tuân Du, Giả Hủ toan tính cơ hồ không hề sơ sót, đạt đến mức thấu hiểu sự quyền biến, đại khái là gần được như Lương, Bình vậy!".

## Trong văn học
Trong tiểu thuyết Tam Quốc diễn nghĩa, nhân vật Tuân Du xuất hiện tại Hồi thứ 10. Khi đó Tào Tháo đang ở Duyện Châu chiêu mộ thu dùng những người hiền sĩ.
Tuân Du cùng chú mình là Tuân Úc đến đầu quân cho Tào Tháo. Ông vốn có tiếng là một danh sĩ, trước đã làm hoàng môn thi lang, sau bỏ quan về làng, nay theo chú sang với Tào Tháo. Tào Tháo phong cho làm Hành quân Giáo thụ.
Tuân Du lại tiến cử cho Tào Tháo một mưu sĩ khác là Trình Dục và khuyên "Người ấy chúa công nên dùng". Tào Tháo chấp nhận ý kiến của Tuân Du, và chọn dùng Trình Dục.
Nhà văn La Quán Trung hư cấu ra việc rằng khi nhân vật Tuân Du phản đối Tào Tháo xưng vương, nhân vật Tào Tháo nói "kẻ này cũng muốn bắt chước Tuân Úc ngày xưa đây mà", khiến nhân vật Tuân Du lo sợ, uống thuốc độc chết. Sự việc hư cấu này hoàn toàn trái ngược với sự kín đáo, khôn khéo phòng họa hoạn của Tuân Du trong lịch sử.